# باش‌کند (اردوباد)
باش‌کند (به لاتین: Başkənd، تا ۱ مارس ۲۰۰۳ دیسر Disər، به ارمنی: Դիսար دیسار) یک منطقه مسکونی در جمهوری آذربایجان است که در شهرستان اردوباد واقع شده‌است. باش‌کند ۴۱۵ نفر جمعیت دارد.